# Западная Сьерра-Мадре
За́падная Сье́рра-Ма́дре (исп. Sierra Madre Occidental) — горная система в Мексике, расположенная на западном краю Мексиканского нагорья, считается продолжением Кордильер. Длина хребтов около 1300 км, ширина 80—200 км, хребты разделены речными каньонами глубиной до 200 м. Средняя высота гор 1500—2000 м, максимальная — 3150 м (г. Чоррерас). Горы сложены докембрийскими метаморфическими породами с чехлом более молодых осадочных и интрузиями гранитов, перекрытых мощными покровами неогеновых лав.
Горные хребты Западной Сьерра-Мадре начинаются на юго-востоке американского штата Аризоны (к юго-востоку от Тусона), проходят по мексиканским штатам Сонора (восточной часть), Чиуауа (западной часть), Дуранго, Сакатекас, Агуаскальентес и Гуанахуато, где соединяется с Транс-мексиканским вулканическим поясом и переходят в Южную Сьерра-Мадре.
Производится добыча золота и серебра.

## Экология
Северная часть Западной Сьерра-Мадре покрыта ксерофитными кустарниками, которые на высоте 2000 м сменяются редкостойными сосновыми лесами. В южной части находятся жестколистные и широколиственные леса.